# Prosthechea vitellina
Prosthechea vitellina, llamada popularmente manuelitos, es una planta epífita, perteneciente a la familia Orchidaceae. 
Sus pseudobulbos son ovoides y están agrupados, son verdes y glaucos, negruzcos con el tiempo. La flor es muy vistosa con pétalos anaranjados; labelo y columna amarillos o anaranjado muy pálido. Se distribuye desde México hasta Guatemala y El Salvador. Habita bosques de pino y pino encino desde los 1400 a 2600 metros de altitud.